# Siegelrandbeutel
Ein Siegelrandbeutel, umgangssprachlich auch „glatter Vakuumbeutel“ genannt, ist ein Vakuumbeutel zum Vakuumieren in Kammervakuumgeräten.
Im Gegensatz zu Haushalts-Vakuumbeuteln, die eine geriffelte Oberfläche haben („goffriert“ sind), sind Siegelrandbeutel komplett glatt.
Die Vakuumbeutel sind an drei Seiten geschlossen, beim Vakuumieren wird lediglich die eine noch offene Seite verschweißt.

## Einsatzzwecke
Siegelrandbeutel finden nicht nur in der Industrie zum Abpacken von Fleisch, Wurst und Käse einen Einsatzzweck, sondern dienen auch kleineren Unternehmen und Privatpersonen mit größerem Vakuumier-Volumen.
Typische Produkte, die vakuumiert werden können:
- Fleisch, Wurstwaren[1]
- Käse und weitere Milchprodukte[2]
- Brot und Backwaren[3]
- Medizinprodukte
- Tiernahrung
- Industriekomponenten
- Fertiggerichte
- Convenience-Kochzutaten
- Gewürze
- Kosmetika
- uvm.

## Zweck von Siegelrandbeuteln
Beim Vakuumieren in Siegelrandbeuteln oder goffrierten Vakuumbeuteln wird dem Vakuumiergut in einer entsprechenden Vakuumiergerät die Luft, und damit der Sauerstoff und Keime entzogen. So wird die Haltbarkeit des Lebensmittels erhöht, und Vakuumierte Lebensmittel werden im Kühlschrank oder Gefrierschrank vor Geruchsüberlagerungen und Gefrierbrand geschützt.
Zusätzlich kann, je nach verwendetem Gerät auch ein Schutzgas eingebracht werden (vgl. MAP Vakuumieren), was die Haltbarkeit weiter erhöht.

## Unterschiede
Siegelrandbeutel unterscheiden sich in:
- Größe des Beutels
- Materialstärke
- Nachhaltigkeit und Recyclingfähigkeit

## Vorteile von Siegelrandbeuteln
Vorteile der glatten Siegelrandbeutel im Vergleich zu den goffrierten, haushaltsüblichen Beuteln, sind die günstigeren Anschaffungskosten und meist eine breitere Größenauswahl, sowie die größere Materialauswahl.

## Siegelrandbeutel beim Sous Vide Garen
Beim Vakuumgaren wird in der Gastronomie gerne auf Siegelrandbeutel gesetzt. Gute und längere Hitzebeständigkeit, Durchstoßfestigkeit und die Dichtigkeit sind dabei zentrale Faktoren. Wer in seinem Betrieb bereits über eine Vakuumkammermaschine verfügt, kann Siegelrandbeutel aller Größen einsetzen.